# Черазуоло ди Виттория
Черазуоло ди Виттория (итал. Cerasuolo di Vittoria, то есть «вишнёвое из Виттории») — итальянское сухое красное вино. Единственный аппелласьон высшей категории на Сицилии. Для изготовления вина используются местные сорта винограда — Неро д’Авола (50-70%) и Фраппато (30-50%).
Виноделие на Сицилии имеет давнюю историю, уходящую корнями в античность — эпоху Великой Греции. Во времена Древнего Рима вино было одним из главных товаров, наряду с пшеницей и оливковым маслом, поставляемым с острова в Рим и другие центры империи, о чём свидетельствуют многочисленные находки затопленных торговых кораблей с грузом вина в амфорах. 
Современное виноделие в окрестностях города Виттория ведёт отсчёт с начала XVII века. Основательница этого города, Виттория Колонна-Энрикес, супруга герцога Луиса Энрикеса де Кабреры, предоставляла земли под виноградники переселенцам и давала различные привилегии, поощряя экспорт, в надежде на экономическое процветание своих владений. Для экспорта вина (которое стало поставляться на английский, немецкий и даже французский рынки) был построен спутник-порт Скольитти. 
Общий экономический упадок на Сицилии в XIX веке, а затем разразившаяся эпидемия филлоксеры, подорвали традиции сицилийского виноделия. Вплоть до второй половины XX века, в то время, как во всём мире итальянские вина завоёвывали рынок и высокий авторитет, Сицилия ограничивалась оптовыми (балковыми) поставками виноматериала в другие регионы. 
Винодельческое хозяйство Donnafugata — один из флагманов сицилийского виноделия — провозгласило своей целью возвращение высокого реноме «вишнёвым винам из Виттории». В поисках античных корней всё больше производителей «Черазуоло» отказываются от бочек и используют в процессе винификации глиняные ёмкости, подобные древним пифосам или грузинским квеври.